# Amomum johorense
Amomum johorense là một loài thực vật có hoa trong họ Gừng. Loài này được Chong Keat Lim mô tả khoa học đầu tiên năm 2014 dưới danh pháp Elettariopsis johorensis. Phân tích phát sinh chủng loại phân tử chi Amomum nghĩa rộng năm 2018 của de Boer et al. cho thấy nó thuộc về chi Amomum nghĩa hẹp, vì thế nó được Jana Leong-Škorničková và Kristýna Hlavatá chuyển sang chi Amomum.

## Phân bố
Loài này có ở Malaysia bán đảo.